# Charles Jones (basket-ball, 1975)
Pour les articles homonymes, voir Charles Jones (homonymie) et Jones.
Ne doit pas être confondu avec Charles Jones (basket-ball, 1957) ou Charles Jones (basket-ball, 1962).
Charles Jones, né le 17 juillet 1975 à Brooklyn, New York, est un joueur américain de basket-ball. Il évolue au poste de meneur. 